# ماریا ریپا دی مئانا
ماریا ریپا دی مئانا (ایتالیایی: Marina Ripa di Meana؛ ۲۱ اکتبر ۱۹۴۱ – ۵ ژانویهٔ ۲۰۱۸) نویسنده، بازیگر، کارگردان فیلم، طراح مد و شخصیت تلویزیونی اهل ایتالیا بود.
از فیلم‌ها یا مجموعه‌های تلویزیونی که وی در آن‌ها نقش داشته‌است می‌توان به دختران بد اشاره نمود.